# Podhostýnská Miss Open
Podhostýnská Miss Open je soutěž krásy, kterou pořádal Taneční soubor Stars o.s. z Bystřice pod Hostýnem v roce 2009 a 2010.

## Vítězky soutěže
| rok  | ročník | Miss Znojmo        | I. vicemiss       | II. vicemiss    | Datum konání  | Místo konání                                 |
| ---- | ------ | ------------------ | ----------------- | --------------- | ------------- | -------------------------------------------- |
| 2009 | 1.     | Lucie Zatloukalová | Markéta Bobková   | Hana Hegarová   |               | Kulturním domě Sušil v Bystřici pod Hostýnem |
| 2010 | 2.     | Denisa Biskupová   | Nikola Vavříčková | Karla Matějková | 17. září 2010 | Kulturním domě Sušil v Bystřici pod Hostýnem |

### Vedlejší tituly
| rok  | ročník | Miss Sympatie     | Miss Talent       | Miss Media      | Ostatní finalistky |
| ---- | ------ | ----------------- | ----------------- | --------------- | --- |
| 2009 | 1.     |                   |                   |                 | Ivana Svobodová, Veronika Bucková, Iveta Kuricová, Brigita Polanská, Barbora Slavíková, Karolína Bubelová, Petra Hrabalová, Monika Šarajová, Eva Pavelková |
| 2010 | 2.     | Nikola Vavříčková | Nikola Vavříčková | Ivana Hradilová | Aneta Zelená, Kateřina Kubačková, Kristýna Píchalová, Veronika Kyšáková, Lucie Koňakovská, Kristýna Sklenářová, Eliška Sklenářová                          |